# Coin Coin Chapter Four: Memphis
Coin Coin Chapter Four: Memphis ist ein Jazzalbum von Matana Roberts. Die Aufnahmen entstanden in den Breakglass Studios in Montréal und erschienen am 18. Oktober 2019 auf dem kanadischen Label Constellation.

## Hintergrund
Die ersten drei Coin Coin-Alben von Matana Roberts, Gens de Couleurs Libres, Mississippi Moonchile und River Run Thee, erschienen zwischen 2011 und 2015, sollten die Geschichte der USA und ihrer afroamerikanischen Bevölkerung aus einer anderen Perspektive präsentieren, schreibt Martin Schray. Coin Coin wurde als ein zwölfteiliges Großwerk geplant, das auf der Lebensgeschichte der ehemaligen Sklavin und späteren Unternehmerin Marie Thérèse Coincoin basiert, die um die Wende vom 18. zum 19. Jahrhundert in Louisiana lebte und Vorfahrin von Roberts war. Roberts’ Eltern zogen aus dem Süden der USA nach Chicago und benutzten „Coincoin“ auch als Spitznamen für ihre Tochter. „Das Projekt ist daher auch eine persönliche Suche nach den eigenen Wurzeln, aber im Sinne einer alternativen Geschichtsschreibung ist es viel mehr. Infolgedessen ist dieses Album – wie seine Vorgänger – gleichzeitig Feldforschung, politisches Eingreifen und Klangereignis.“
Die Musikerin beschäftigt sich als Konzeptkünstlerin in Folge 4 ihres Langzeitprojekts mit dem Süden der USA und ihren familiären Wurzeln und erinnert sich auch an die auf dem Cover abgebildete Großmutter. Für Coin Coin Chapter Four: Memphis gründete Roberts eine neue Band mit Hannah Marcus (Gitarren, Violine, Akkordeon), dem Schlagzeuger Ryan Sawyer, dem aus Montréal stammenden Bassisten Nicolas Caloia und Sam Shalabi an Gitarre und Oud, sowie den Posaunisten Steve Swell und den Vibraphonisten Ryan White als Gastmusiker. Während sich Coin Coin Chapters One, Two und Three Frauen als Plattformen nähern, um nach außen in Sound zu explodieren, konzentriere sich Coin Coin Chapter Four: Memphis stärker auf die Herstellung von Mythen durch Übermittlungen über die Protagonistin in einer breit erzählenden Form.
Neben der multidisziplinären Ästhetik und narrativen Kraft, die Roberts auf den vorherigen Coin Coin-Alben verwendet hat, präsentierte sie auch verschiedene kompositorische Ansätze – sie nennt dies „Panorama Sound Quilting“ –, die Musikarrangements reichten von Big Band über Sextett bis Solo. Ihre Musik wurde größtenteils als Free Jazz eingestuft, aber in Wirklichkeit handele es sich eher um einen kakophonen Soundtrack, der aus einem lauten Bouquet von Bläsern, Ouds, Maulharfen, Mundorgeln, Violinen, Gitarren und Vibraphonen bestünde, schrieb Martin Schray. Deshalb erinnere Memphis an Gens de Couleurs Libres; wie im ersten Teil der Serie verwendet Roberts Blues, lateinamerikanische Musik und Gospel-Motive, sie zitiert sogar Jazzklassiker (hier St. Louis Blues in Fit to be Tied). Im längsten Stück (das Album besteht aus 13 Titeln, ist aber eher eine lange Suite), Trail of the Smiling Sphinx, legt Roberts Bluegrass-Fiddles, frei improvisierende Blasinstrumente und dunkle Rhythmen übereinander, ein faszinierendes Durcheinander von Stilen das weist darauf hin, dass die Schwarzen und Weißen im Süden klar voneinander getrennt waren („das Haus Gottes, so sagt man, war kein Ort für die Vermischung von Rassen“, erinnert sich das Kind an jemanden, der am Ende der Strecke sagt). Darüber hinaus verwendet Roberts verschiedene vokale und verbale Techniken: Volkslied, Rezitation, kathartisches Kreischen, Opernstimme, leises Wiegenlied, Chormusik, Call-and-Response-Schemata – im Allgemeinen die Wiederbelebung verschiedener amerikanischer Volkstraditionen und Spirituals.
Die Eröffnungsnummer Jewels of the Sky: Inscription gibt den Ton an mit tiefen, meditativen Gesängen und Saxophon. Trail of the Smiling Sphinx enthält Ausschnitte aus alten Volksliedern, nämlich Paddy on the Turnpike und Cold Frosty Morning. Den Melodien populärer amerikanischer Lieder wird eine moderne Identität verliehen; W. C. Handys St. Louis Blues wird auf Fit to Be Tied dargeboten, doch seine Interpretation klingt nach einer langsamen, traurigen Fanfare. Her Mighty Waters Run, eine Version von Roll the Old Chariot Along, enthält ein Arrangement mit den Sängerinnen Thierry Amar, Nadia Moss und Jessica Moss. Ebenso enthält How Bright They Shine ein Arrangement von Pee Wee Kings Tennessee Waltz.

## Titelliste

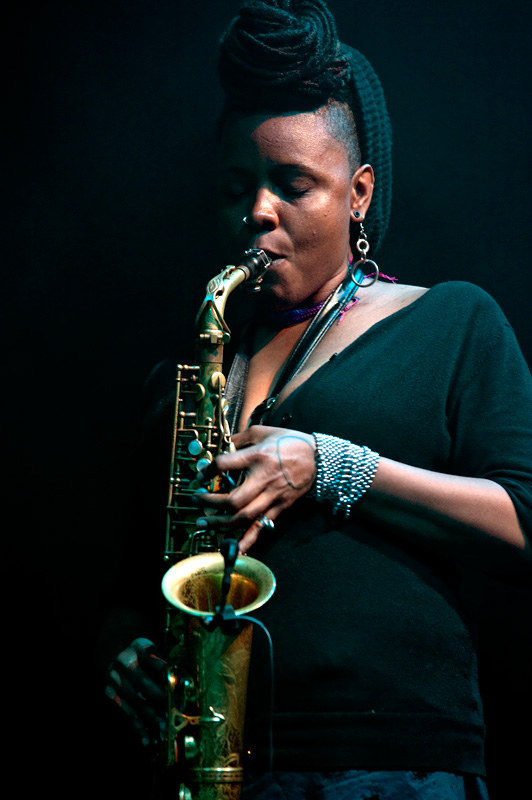
Matana Roberts auf dem moers festival 2010

- Matana Roberts – Coin Coin Chapter Four: Memphis (Constellation – CST145)[5]
  1. Jewels of the Sky: Inscription, 1:48
  2. As Far As the Eye Can See, 4:03
  3. Trail of the Smiling Sphinx, 9:43
  4. Piddling, 2:29
  5. Shoes of Gold, 3:07
  6. Wild Fire Bare, 5:41
  7. Fit To Be Tied [St. Louis Blues] (W.C. Handy), 2:41
  8. Her Mighty Waters Run, 4:57
  9. All Things Beautiful, 2:30
  10. In the Fold, 3:16
  11. Raise Yourself Up, 2:44
  12. Backbone Once More, 0:51
  13. How Bright They Shine, 2:50

## Rezeption
Die erste Folge von Matana Roberts Coin Coin-Reihe, Gens de Couleur Libres (2011), enthüllte sie als innovative und imposante Kraft im zeitgenössischen Jazz, schrieb Jeff Tench (Treble). Darin beschäftigte sie sich mit der tragischen Geschichte der Sklaverei in den USA und lieferte gleichzeitig eine intensive Fusion von Jazz, Spirituals und gesprochenem Wort. Das Kapitel vier dieser Reihe sei gleichzeitig eines der herausforderndsten und faszinierendsten und dreht sich um eine Geschichte, die ihr von ihrer Großmutter über eine Frau erzählt wurde, deren Eltern vom Ku-Klux-Klan getötet wurden. und als solches ist das Material traurig, wütend, intensiv und gequält. Es sei nicht unbedingt Roberts zugänglichstes Werk, „aber es ist wunderschön inmitten des Chaos und der Zuneigung zu seinem Protagonisten, selbst im Kontext einer gewalttätigen und von Hass erfüllten Erzählung. Es ist ohne Frage eine der wichtigsten Jazz-Aufnahmen des Jahres und wird auf jeden Fall einen Eindruck hinterlassen.“

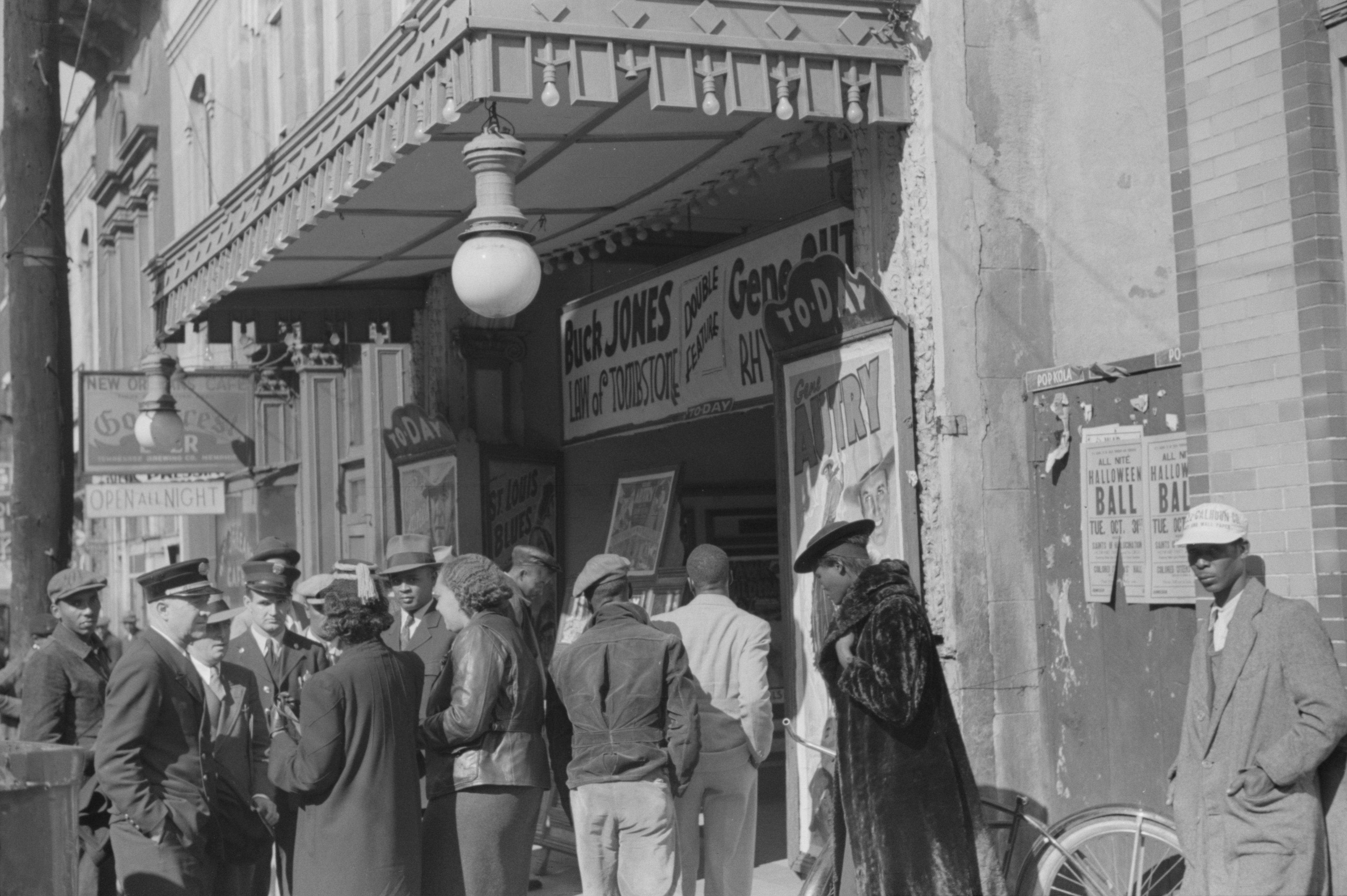
Vor einem Kino in der Beale Street, Memphis, Tennessee. Zeitgenössische Fotografie von 1939

Auch Chris Barton (Los Angeles Times) zählt es zu den zehn besten Jazzalben des Jahres 2019. Nach Ansicht von Chris Barton ist Roberts eine Künstlerin, die „in der Lage ist, einen Sturm zu entfesseln, ob auf Saxophon oder durch gesprochenes Wort“. Roberts’ Album zeichne sich durch „eine rastlose, ganzheitliche Herangehensweise an das musikalische Geschichtenerzählen aus, das hier die Alpträume der Sklaverei auf eine Weise beschwört, die eindringlich, herausfordernd und beständig fesselnd ist.“
Nach Ansicht von Olaf Maikopf (jazz thing) eilt dem ehemaligen Mitglied des Exploding Star Orchestra nicht erst seit Chapter One ein exzellenter Ruf als innovative Musikerin und Konzeptkünstlerin voraus. Ihre Hommage an ihre Großmutter gestalte Roberts aber keinesfalls altbacken konventionell, sondern avantgardistisch psychedelisch frei. Zwar kombiniere sie ihren Redeschwall und ihren Gesang mit starken Anklängen an frühen Blues, afrikanische Beats, Gospel und Cajun, doch wirklich zum Leben erweckt werde diese Suche nach der Identität der schwarzen Gemeinschaft durch den selbstbewussten Willen, sich keinem Limit zu ergeben. Nach Ansicht des Autoris sind Matana Roberts’ experimentelle Klanginstallationen „zeitlos, manchmal derb atonal, dann fast zart folkloristisch und plötzlich wild urwüchsig.“
Nach Ansicht von Mona Tavakoll (Pitchfork) ist Roberts eine dieser Künstlerinnen, „die permanent durch den Flügel einer einzigen, breiten Muse gestört werden – hier ist die Muse Amerika, gekocht in ihrem eigenen Blut, Unruhe, Mut und Hass.“ Ihre selbsternannte Aufgabe in einer geplanten 12-teiligen Albumsuite, die sich unbefriedigend als Free-Jazz bezeichnen lasse (in Wirklichkeit sei sie jedoch eher eine historische Fiktion, die von einem lauten Bouquet aus Hörnern, Oud und Vibraphon begleitet wird), ist mit der eines Essayistin Elizabeth Hardwick vergleichbar, die ihre Protagonistin auf der ersten Seite ihres besten, lustigsten und letzten Werks Schlaflose Nächte (1979) sagen lässt: „Dies ist, was ich beschlossen habe, mit meinem Leben zu tun“, schreibt sie. „Ich werde diese Arbeit der transformierten und sogar verzerrten Erinnerung tun und dieses Leben führen.“ Wie Hardwick hat Roberts einen festen Sinn für Absichten und einen fabelhaften Impuls, der mit einer Vision der Vergangenheit beginnt – auf diesem Album Erinnerungen an eine junge Frau deren Eltern vom Klan getötet wurden, eine Geschichte, die ihre in Memphis geborene Großmutter ihr erzählt hatte – und die sie als Zünder für einen Hagelsturm aus Lobgesang und Schrapnell benutzte.

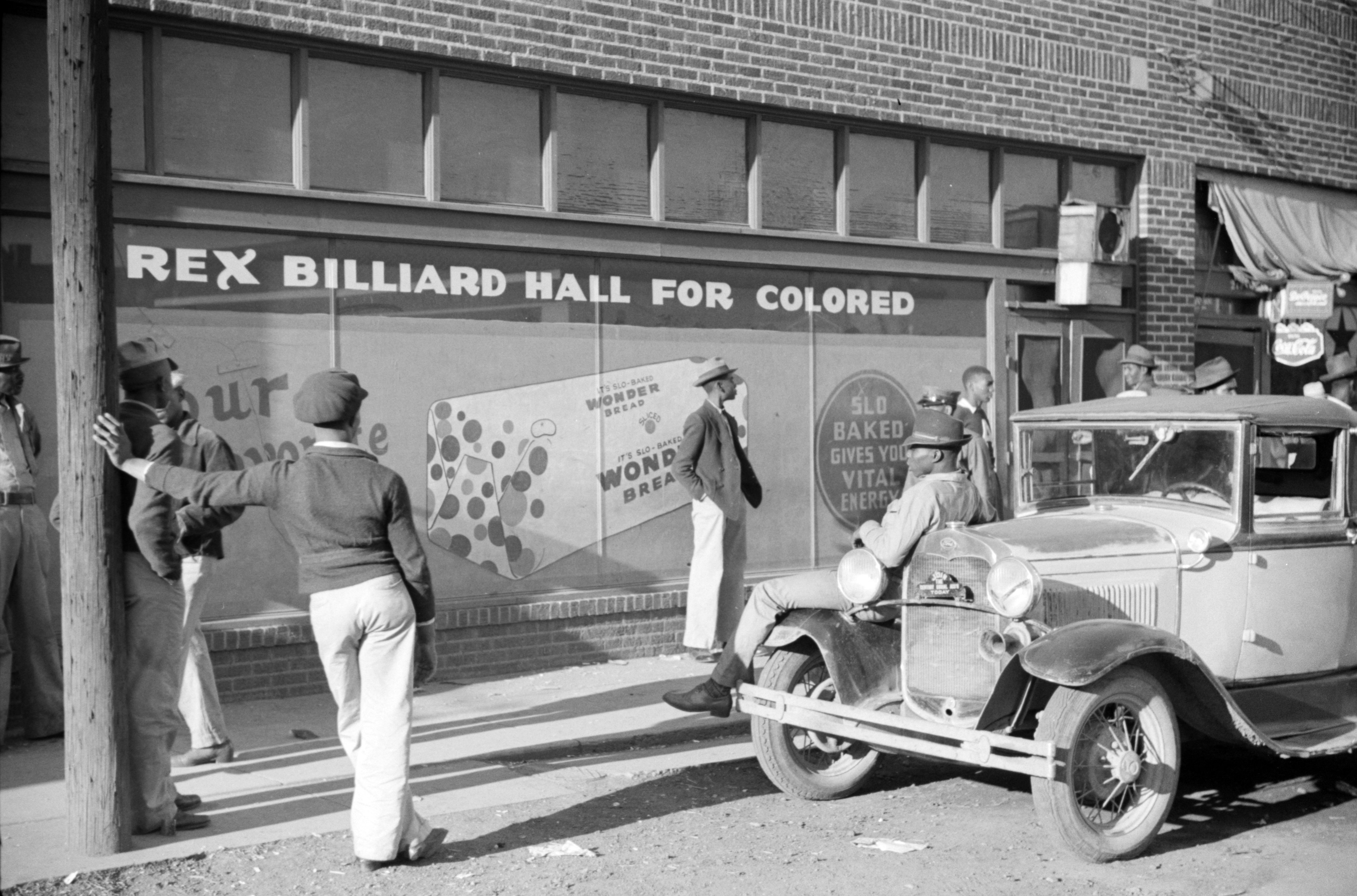
Billard-Halle für die schwarze Bevölkerung in Memphis. (1939)

Martin Schray (Free Jazz Blog) schrieb: „Umgeben von diesen exzellenten Musikern, ist Roberts’ Alt an seinem erhabensten Ort, gleichzeitig in ihre Klänge integriert und dominierend. Diese Anordnung lässt ihren Klang noch schöner strahlen. Auf den Punkt gebracht: Coin Coin Chapter 4: Memphis ist das nächste Element von Roberts’ Beitrag zur Befreiungsmusik des 21. Jahrhunderts, das zwischen meditativen, evokativen Erkundungen, Jazztradition und freien Improvisationen oszilliert. Ohne Zweifel mein Album des Jahres.“
Thom Jurek vergab an das Album in AllMusic 4½ (von 5) Sterne und schrieb, Roberts erkunde „die gruselige Verschmelzung von Folklore und Geschichte, die als Definition der Art und Weise dient, wie wir uns gegenwärtig sehen oder ablehnen, wenn wir in der Dunkelheit bleiben wollen.“ Roberts befragt offizielle Berichte, Sklavenerzählungen, die Geschichten ihrer Familie und ihre Identität als afroamerikanische Frau. Sie erforscht und explodiert Mythen, historische, spirituelle und kulturelle. Coin Coin ist nicht eine Geschichte, sondern viele, eine aufschlussreiche Erforschung des Schwarz-Seins außerhalb der berüchtigten Zwillingsfilter von Rasse und Klasse, die Amerika definieren. Wie seine Vorgänger sei Coin Coin Chapter Four: Memphis angesichts der Art und Weise, wie es erforscht und erklärt wurde, nicht „einfach“ anzuhören und sollte es auch nicht sein, meint Jurek. „Das heißt, es ist eine notwendige, engagierte Kunst, die wiederholt zugehört wird, damit sich ihre Offenbarung entfaltet und hoffentlich ein Tor zum Verständnis öffnet. Es ist wohl das stärkste und überzeugendste der Coin Coin-Veröffentlichungen, die bisher veröffentlicht wurden.“
Kevin Le Gendre schrieb in der Zeitschrift Jazzwise, die das Album zu den besten Jazzalben des Jahres 2019 zählte, das auffallend breite klangliche Spektrum zeige den ekstatischen Abpraller einer Maultrommel, mitreißende Country-Blues-Fiddle-Riffs, gelegentliche, an Ornette Coleman erinnernde Breakdowns und Instrumental-Zwischenspiele, die durchweg einfallsreich sind, nicht mehr als bei einer äußerst eindringlichen Bewegung von Vibraphon und Percussion, die sich anhört, als laufen Windspiele rückwärts. Für alle Momente der packenden Abstraktion sind es jedoch die herzzerreißenden A-cappella-Einlagen Her Mighty Waters Run (Roll the Old Chariot) und This Little Light of Mine, die sich ebenfalls als enorm schlagkräftig erweisen. Roberts Fähigkeit, solch anspruchsvolles, vielschichtiges Material mit einem klaren Fokus zu behandeln, sei ein Beweis für die Stärke ihrer ursprünglichen Vision und ihres Könnens als Erzählerin. In weniger guten Händen (statt mit ihrem Kernquintett) könnte die Musik leicht überblasen wirken, wenn nicht gar diffus werden; doch Roberts habe „ihren konzeptuellen Fokus und ihre kreative Kraft beibehalten, um eine Arbeit zu liefern, die strukturelle Erfindungen und eine tiefe Schärfe aufweist, die jeden bewegen sollte, der sich für das wirkliche Leben interessiert.“